# 大坦乡
大坦乡，是中华人民共和国安徽省黄山市祁门县下辖的一个乡镇级行政单位。

## 行政区划
大坦乡下辖以下地区：
官田村、辉煌村、大中村、枫林村、大洪村和光华村。